# Fédération Camerounaise de Badminton
Die Fédération Camerounaise de Badminton (FECABAD) ist die oberste nationale administrative Organisation in der Sportart Badminton in Kamerun. Der Verband wurde 1994 gegründet.

## Geschichte
Kurz nach seiner Gründung wurde der Verband Mitglied in der Badminton World Federation, damals als International Badminton Federation bekannt, und im kontinentalen Dachverband Badminton Confederation of Africa, zu der Zeit noch als African Badminton Federation firmierend. Es folgte die Initialisierung von nationalen Meisterschaften. Internationale Titelkämpfe von Kamerun gibt es jedoch noch nicht.

## Bedeutende Persönlichkeiten
- Jacques Owono

## Bedeutende Veranstaltungen, Turniere und Ligen
- Cameroon International
- Kamerunische Meisterschaft